# Speči zajec
Speči zajec je slovenska ljudska pravljica. Prvič je bila objavljena v Slovenskih večernicah leta 1878. Zapisal jo je Matija Majar - Ziljski.
Živalska pravljica Speči zajec se dogaja na deteljišču, kjer oseba zagleda spečega zajca. Reče si, da ga išče sreča. Začne razmišljati, kako bo prodal zajca in si kupil kokoš. Kokoš mu bo zvalila piščanca. Oba bo prodal in si z izkupičkom kupil mlado kozo. Tako načrtuje kupčije vse do nakupa konja, na katerega bo sedel in z njim zdirjal kakor gospod. In zakričal bo: "P-r-r-r!"  Zajec se je prestrašil in zbežal. Človek pa je ostal brez zajca in brez konja.

## Analiza pravljice
Besedilo Speči zajec je v različnih virih različno opredeljeno. Nekateri jo opredeljujejo kot pripovedko, na primer v zbirki Babica pripoveduje. Drugi jo označijo kot basen, tretji kot živalsko pravljico, v kateri je poglaviten poudarek na zabavi, razvedrilu in modrosti. Hkrati prevladuje pravljična razsežnost, manj pa moralno načelo.
- Pripovedovalec: tretjeosebni
- Glavna književna oseba: človek (tudi kmet)
- Stranske književne osebe: zajec
- Dogajalni prostor: deteljišče
- Pomanjševalnice: kozica
- Motivi: pohlep, šibkost, beg, bogastvo
- Sporočilo: Ne načrtuj bogastva na izkoriščanju ljudi, saj te bo pohlep slej ko prej pogubil.
- Začetek pravljice: srečen
- Konec pravljice: nesrečen

## Liki
V pravljici se pojavijo trije pomembnejši liki:
- človek  kot negativen lik, saj se skuša na račun drugega okoristiti, obogateti. Hkrati je tudi nepazljiv. Ne zaveda se svojega glasnega razmišljana o kupčijah in izgubi priložnost, da bi izkoristil šibkejšega.

- zajec  kot najšibkejši lik v besedilu, je plen in žrtev človeka.

- konj   kot bogastvo človeka.

## Interpretacija
Vladimir J. Propp je leta 1928 izdal knjigo Morfologija pravljice. V njej zagovarja teorijo, da se v pravljici pojavlja 31 funkcij pravljice. Te so stalnice, ne glede na to, kdo in kako jih izvršuje. 
V besedilu Speči zajec se pojavi funkcija prejema čudežnega sredstva, in sicer, ko junak po naključju naleti na sredstvo, torej, ko človek naleti na spečega zajca in ko se različne osebe junaku same ponudijo na voljo, na primer kokoš mu bo zvalila piščanca. Naslednja funkcija je, ko škodljivec poskuša prevarati svojo žrtev, da bi zagospodoval nad njo. Ko se zajec zbudi in zbeži se pojavi še tretja funkcija, tj. škodljivec je premagan.
Propp v svoji teoriji zagovarja tudi sedem glavnih vlog. Od teh se v analiziranem besedilu pojavijo le tri, ki se preplatajo v eni osebi. Tako ima človek vlogo škodljivca, pomočnika kot tudi vlogo lažnega junaka.

## Motivno-tematske povezave
Motivi Spečega zajca se pojavljajo v različnih besedilih. 
- Motiv pohlepa se podobno pojavi v besedilu Drag zajec (avtor besedila je neznan). Škodoželjni človek je neka ženska. Vračala se je od mesarja, kateremu je prodala svinjo in zanj dobila denar. Denar je zavila v robec. Na poti je zagledala v snegu ležečega zajca. Zavila ga je v robec z denarjem, saj ga je nameravala speči. Zajec se je v robcu ogrel in zbežal skupaj z denarjem.

- Motiv šibkosti se pojavi v mnogih besedilih. Zajec, kot nemočna žrtev, se pojavi v besedilu Zajec in lisica (Adela Špekonja), kjer mu je na pomoč priskočil pes. Lisico je zadavil, saj je zajca izkoristila , da je omlatil vse žito. Sama je vzela devet meric žita, zajcu pa je dala le eno. Ta motiv zasledimo tudi v ruski pravljici Lisica, zajec in petelin.

- Motiv bega zasledimo v besedilih Zakaj ima zajček top nosek ? (Ljubi Marija): zajec je večkrat iz dolgčasa odšel s tovariši v gozd. Nekoč je zaslišal streljanje. Zagledal je lovca in začel bežati. V dolini se je zaletel v drevo in od tedaj ima top nosek. Zakaj ima zajec le kos repa? (Janko Pukmajsetr - Vijanski): medved, lisica in zajec so se skupaj odpravili iskat hrano. Medved je našel panj. Skupaj so se odločili, da se bodo najprej odpočili nato pa pojedli med. Medtem ko sta medved in zajec spala, je lisica pojedla med. Medvedu pa je rekla, da ga je pojedel zajec. Medved se je razjezil nad zajcem. Zajec je zbežal in ravno, ko je skočil čez plot, ga je medved zgrabil za rep in mu ga odtrgal. Zajec, volk in lisica (France Kotnik): zajec je povabil volka in lisico na med, katerega je zakopal, da ga ne bi nihče našel. Skupaj so se odpravili na pot. Po dolgi hoji so se utrudili, zato so se odločili za počitek. Medtem ko sta zajec in volk spala, je lisica našla med in ga pojedla. Nato se je vrnila k njima. Skupaj so nadaljevali pot. Ko so prišli do cilja, so ugotovili, da je nekdo med že pojedel. Lisica se je naredila nevedno, volk pa se je od jeze zadrl na zajca. Ta je zbežal. Zajec in jež (Lojze Zupanc): zajec je srečal ježa in se norčeval iz njega, kako je grd, ker ima bodikovo obleko. Jež mu je pojasnjeval, da ga ta obleka varuje pred napadalci, a zajec se mu je le posmehoval. V bližini se je oglasila lisica. Zajec je zbežal, jež pa se le zvil v klobčič. Zajec in lovski psi (Janez Tomšič): zajec je zaslišal streljanje in lovske pse. Sam s sabo se je pogovarjal, da je to namenjeno njemu. Urno je zbežal.

- Motiv bogastva najdemo v pripovedki Kako je Pavliha obogatel (J. Č. Peščenikar), saj Pavliha pravi, da sta z materjo na konju, da sta bogata. Pri nekem kmetu sta tudi kupila konja in voz.